# Double-pas
Pour les articles homonymes, voir Double pas (homonymie).
Au basket-ball, le double-pas désigne une technique particulière de réalisation de panier, effectuée en pleine course, après une série de deux pas sans dribble (d'où le nom de cette technique) qui placent le joueur en position de sauter à proximité du panier au moment de tirer. Il est souvent considéré comme le tir le plus facile du basket.
Le double-pas est généralement effectué à une seule main (le plus souvent, la même main que le côté du terrain par lequel le joueur arrive au panier), ce qui le différencie du tir en suspension (jump shot). L'autre main peut servir à protéger la balle d'un contre éventuel. La balle peut aussi être portée à deux mains jusqu'au moment de tirer, pour réduire les chances de se la faire intercepter. Le double-pas peut être réalisé en faisant rebondir la balle contre le panneau (en anglais, layup), ou en lâchant directement la balle dans l'arceau (laydown).
Pour éviter le contre, l'attaquant peut passer sous le panneau pour tirer de l'autre côté. Le terme anglais est alors lay-back.
C'est un moyen relativement sûr de marquer un panier, à condition de pouvoir s'approcher du panier et d'éviter les contres, les défenseurs les plus grands étant la plupart du temps placés près de celui-ci. Un joueur qui possède une taille et une détente suffisantes pourra toutefois préférer le dunk au double-pas. Il est le premier type de tir enseigné dans les écoles de basketball à cause de sa facilité, c'est le meilleur moyen de marquer des paniers en championnat minibasket.
Le finger roll est une variante du double-pas qui consiste à amener la balle vers le panier en la faisant rouler sur le bout des doigts.

## Galeries

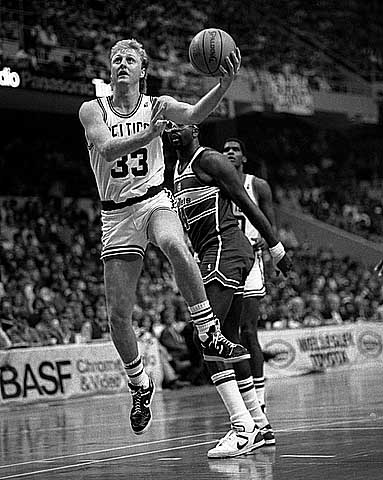
Larry Bird sautant vers le panier après un double-pas.
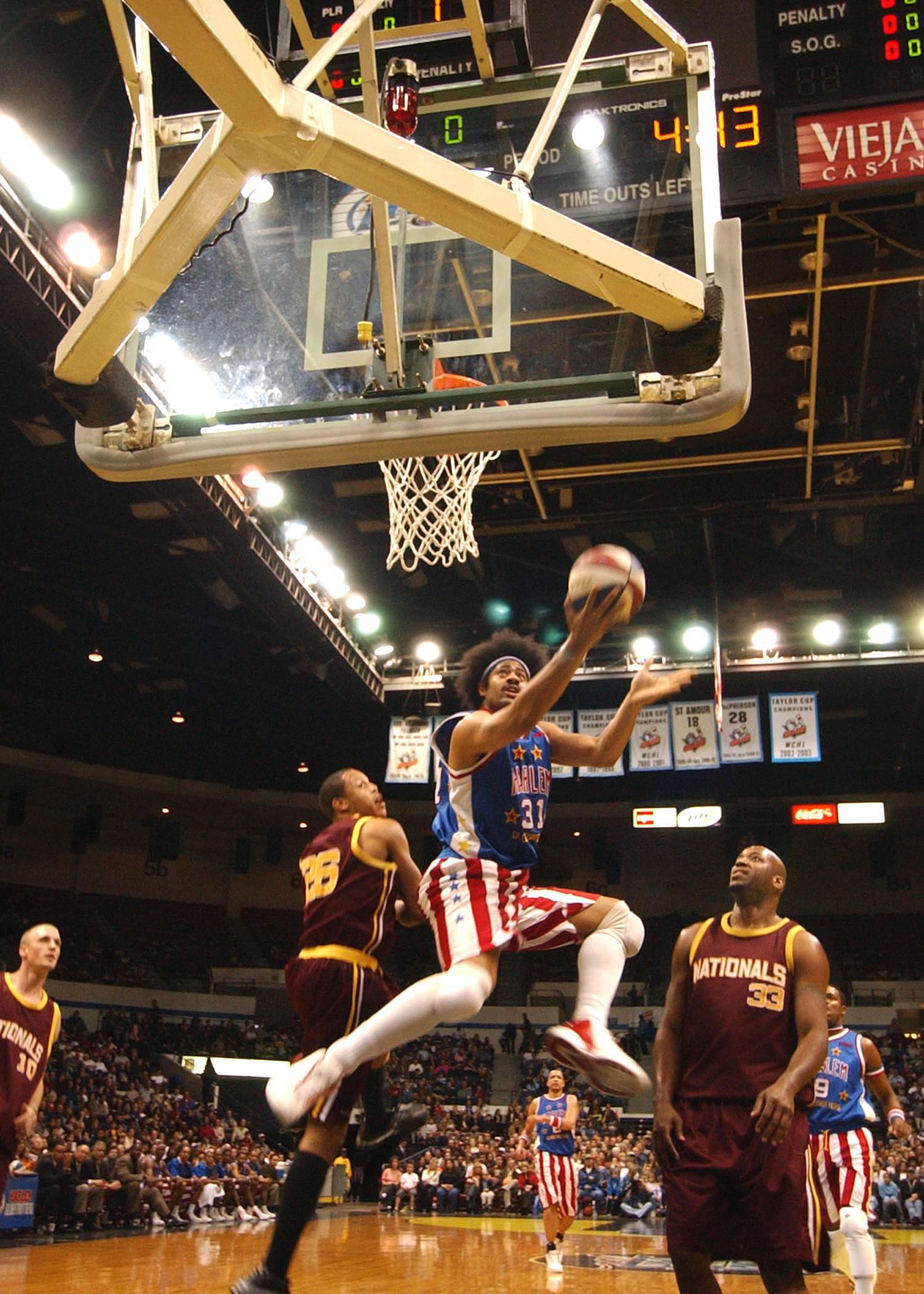
Eugene Edgerson monte au lay-up pour les Harlem Globetrotters.